# Bazzania spiralis
Bazzania spiralis là một loài rêu tản trong họ Lepidoziaceae. Loài này được (Reinw., Blume & Nees) Meijer miêu tả khoa học lần đầu tiên năm 1960.